# IC 2941
IC 2941 ist eine Spiralgalaxie vom Hubble-Typ S? im Sternbild Löwe an der Ekliptik. Sie ist schätzungsweise 274 Millionen Lichtjahre von der Milchstraße entfernt.
Das Objekt wurde am 27. März 1906 von Max Wolf entdeckt.